# Фрутаром
Фрутаром (ивр. פרוטרום תעשיות בע"מ‎) — израильская компания по производству и продаже экстрактов для ароматизаторов и душистых веществ.
Акции компании торговались на Лондонской и Тель-Авивской фондовой бирже. В 2018 году была куплена американской компанией International Flavors & Fragrances.

## Обзор
Компания Фрутаром базируется в Хайфе, Израиль. Компания разрабатывает, производит и продает широкий ассортимент душистых веществ для различных отраслей промышленности по всему миру. Функционируют два основных подразделения:
- Подразделение ароматизаторов Flavors Division
- Подразделение Fine Ingredients ( ароматические экстракты, функциональные пищевые продукты, фармацевтические/нутрицевтические экстракты, специальные эфирные масла, цитрусовые продукты и ароматические химикаты.

## История
Компания Frutarom была основана в 1933 году двумя промышленниками из Нидерландов Иехудой Аратеном и Морисом Герзоном. Первый завод был построен в почти пустынной местности между Хайфой и Акко и стал одним из первых промышленных предприятий Израиля. В 1952 году Frutarom стала дочерней компанией недавно созданной компании Electrochemical Industries (Frutarom) Ltd (EIF). К 1973 году контролирующей стороной являлась ICC Industries (собственник доктор Джон Дж. Фарбер). В 1990 году Frutarom расширилась, приобретя небольшую компанию в США. В период 2010-2014 годы рентабельность компании выросла на 230% благодаря агрессивной стратегии расширения за счет поглощения компаний по всему миру.
В 1996 году компания Frutarom была зарегистрирована на Тель-Авивской фондовой бирже. Название Frutarom NewCo (1995) Ltd.  было сменено в 1996 году  на Frutarom Industries Ltd.
22 февраля 2005 года Frutarom привлекла около 71 миллиона долларов США, разместив 10 миллионов глобальных депозитарных расписок на основном рынке Лондонской фондовой биржи .
5 февраля 2009 года мэр Нью-Йорка Майкл Блумберг назвал предприятие Frutarom округа Гудзон, где перерабатываются семена пажитника, источником загадочного запаха кленового сиропа, периодически наполняющего город с октября 2005 года. Последнее  событие с кленовым сиропом произошло 29 января 2009 года.
В  2013 году было объявлено, что Frutarom приобретет 75% российской компании Protein Technologies Ingredients за 50,3 миллиона долларов с возможностью приобретения оставшейся четверти акций, принадлежащей кипрской фирме Vantodio Holdings, в течение трёх лет.
В декабре 2014 года компания присоединилась к индексу ТА-25, её акции выросли на 42%, а стоимость компании выросла до 6 миллиардов шекелей, что поставило её на 21-е место в списке компаний с самой высокой рыночной стоимостью на бирже того времени.
В 2015 году было приобретено 95% акций Investissements BSA, производителя ароматизаторов, базирующегося в Монреале, за гонорар в 35,6 миллиона долларов . В  2016 году была приобретена ирландская компания Redbrook за 40 миллионов евро.
В 2018 году компания International Flavors & Fragrances приобрела Frutarom за 7,1 миллиарда долларов.